# Blacqueville
Blacqueville is een gemeente in het Franse departement Seine-Maritime (regio Normandië) en telt 536 inwoners (1999). De plaats maakt deel uit van het arrondissement Rouen.

## Geografie

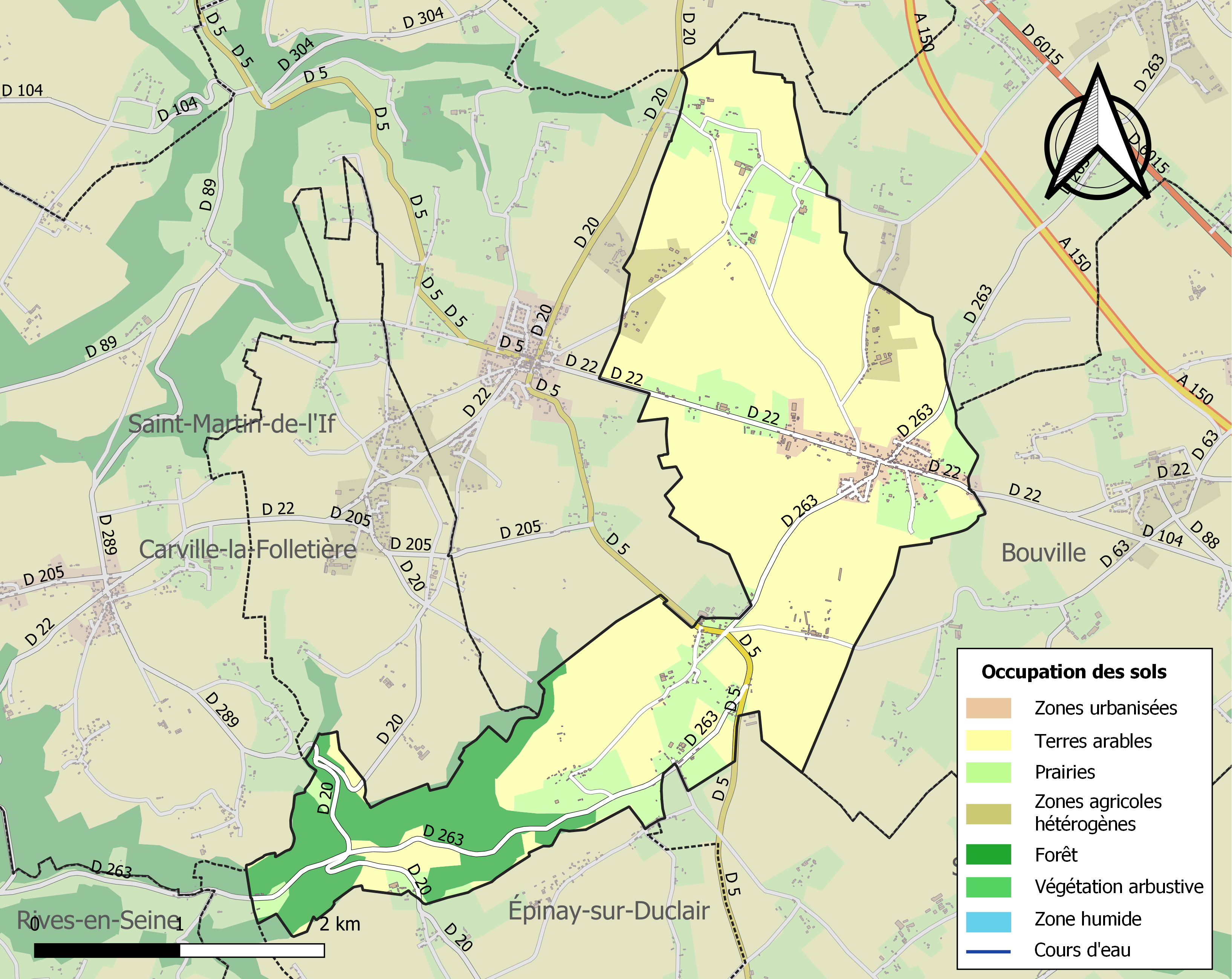
Kaart van de gemeente met de belangrijkste infrastructuur, bodemgebruik en omliggende gemeenten

De oppervlakte van Blacqueville bedraagt 10,0 km², de bevolkingsdichtheid is 53,6 inwoners per km².

## Demografie
Onderstaande figuur toont het verloop van het inwonertal (bron: INSEE-tellingen).